# Вегетација
Вегетација представља скуп биљних врста и земљани покривач који те биљке пружају. То је општи термин, без било какве спецификације која се односи на одређену животну форму, структуру или било које ботаничке или географске карактеристике. Тема вегетација је шира од појма флора који се односи на комплекс одређених биљних врста. Можда је најближи синоним биљна заједница, али вегетација се може, и често се дешава, односити на шири распон просторних скала него што тај појам има, укључујући и скале које су глобалног нивоа.
Тип вегетације је дефинисан карактеристичним доминантним врстама или заједничким аспектом окупљања, као што је распон висина или заједничка околина. Савремена употреба вегетације апроксимира ону коју је еколог Фредерик Клементс назвао земљаним покров.
Вегетација може бити:
- Примарна (Вегетација) - представља раслиње, биљни покров који се развио без утицаја човека;
- Секундарна (Вегетација) (антропогена) - представља раслиње, биљни покров на чији развој је човек извршио одређени утицај.

## Историја дефиниције
Џулс Турман (1949) је први направио разлику између вегетације и флоре. Пре тога су ова два назива коришћена као да имају исто значење. Аугустин Пирамус де Кандола је такоће направио сличну поделу али је користио изразе „станица” (тип станишта) и „становање" (ботаничка регија). |location= |publisher=University of Chicago Press |year=2004|isbn=}}. ], уз укључивање животињског елемента.
Полазећи од Линеанске таксономије, Хумболт је основао нову науку, која је поделила географију биљака између таксономиста који су проучавали биљке као таксоне и географе који су проучавали биљке као вегетацију. Физиогномски приступ у проучавању вегетације је уобичајен међу биогеографима који раде на вегетацији на светској скали, или када постоји недостатак таксономских знања о неком месту (нпр. У тропским местима, где је биодиверзитет обично висок).
Појам "тип вегетације" је двосмислен. Дефиниција специфичног типа вегетације може укључивати не само физиономију, већ и флористичке и станишне аспекте. Штавише, фитосоциолошки приступ у истраживању вегетације ослања се на основну јединицу, биљну асоцијацију, која је дефинисана на флори.
Утицајну, јасну и једноставну класификациону шему за типове вегетације израдили су Вагнер i вон Сидов (1888). Други важни радови са физиономским приступом су: Гризбах(1872), Варминг (1895, 1909), Шимпер(1898), Тенсли и Чип (1926), Рубел (1930), Бурт Дејви (1938), Бирд (1944, 1955), Андре (1956, 1957), Трокејн(1955, 1957), Кушлер (1967), Еленберг и Милер-Домбоис (1967).

## Класификација
Постоје многи приступи за класификацију вегетације (физиономија, флора, екологија, итд.).<ref>Mueller-Dombois, |location= Rastogi|publisher= Meerut|year=2009|pages=140}} . ] и/или форма раста и доминантне врсте. У тренутном америчком стандарду (који је усвојио Савезни одбор за географске податке (енг. Federal Geographic Data Committee (FGDC)), који је првобитно развио Унеско и организација за заштиту природе ), класификација је хијерархијска и укључује нефлористичке критеријуме у горњих (најопштијих) пет нивоа и ограничен само на нижа (најспецифичнија) два нивоа. У Европи, класификација се често ослања много више, понекад у потпуности, само на флористичку (врсту) композицију, без изричите референце на климу, фенологију или облике раста. Често наглашава индикатор или дијагностичке врсте које могу разликовати једну класификацију од друге.
У ФГДЦ стандарду, хијерархијски нивои, од најопштијих до најспецифичнијих, су: систем, класа, подкласа, група, формација, савез и асоцијација. Тако је најнижи ниво, или асоцијација, најпрецизније дефинисан, и укључује имена доминантних од једне до три (обично две) врсте једног типа. У пракси, најчешће се користе нивои савеза и / или асоцијација, посебно у мапирању вегетације.

## Динамика
Као и сви биолошки системи, биљне заједнице су временски и просторно динамичне; мењају се на свим могућим нивоима. Динамичност у вегетацији се дефинише првенствено као промена у саставу врста и / или структури вегетације.

### Временска динамика
Привремено, велики број процеса или догађаја може проузроковати промене, али због једноставности они се могу грубо категорисати као нагли или постепени. Нагле промене се генерално називају поремећаји; ово укључује ствари као што су пожари, јаки ветрови, клизишта, поплаве, лавине и слично. Њихови узроци су обично спољни - то су природни процеси који се одвијају (углавном) независно од природних процеса у заједници (као што су клијање, раст, смрт, итд.). Такви догађаји могу веома брзо и дуготрајно променити структуру и састав вегетације и то могу учинити на великим површинама. Веома мали број екосистема је без неке врсте поремећаја као редовног и поновног дела дугорочног динамичког система. Поремећаји ватре и ветра су нарочито уобичајени у многим типовима вегетација широм света. Ватра је посебно проблематична због своје способности да уништи не само живе биљке, већ и семена, споре и жива творна (меристемска) ткива које представљају потенцијал следеће генерације.
Наследство је релативно постепена промена у структури и таксономском саставу који се јавља јер сама вегетација мења различите варијабле околине током времена, укључујући нивое светлости, воде и хранљивих материја. Ове промене мењају скуп најприлагођенијих врста за раст, преживљавање и репродукцију у неком подручју, изазивајући флористичке промене. Ове флористичке промене доприносе структурним променама које су својствене расту биљака чак и у одсуству промена врста (посебно тамо где биљке имају велику величину, тј. дрвеће), што узрокује спорије и широко предвидљиве промене у вегетацији. Укратко, вегетативне заједнице су подложне многим варијаблама које заједно постављају границе предвидљивости будућих услова.

### Просторна динамика
Као опште правило, што је веће подручје које се разматра, већа је вероватноћа да ће вегетација бити хетерогена. Два главна фактора су на делу. Први фактор је да ће динамика сметњи и наследства са повећањем површине све теже да буде синхронизована. То значи да ће различите области бити у различитим развојним фазама због различитих локалних историја. Ова чињеница је у интеракцији са нераздвојном променљивошћу животне средине (нпр. У земљишту, клими, топографији, итд.), што је такође функција подручја. Варијабилност животне средине ограничава скуп врста које могу заузети одређену област, а ова два фактора заједно међусобно утичу на стварање услова вегетације широм пејзажа. Само у пољопривредним системима вегетација се увек приближава савршеној униформности. У природним системима, увек постоји хетерогеност, мада ће се њен опсег и интензитет веома разликовати.

### Класификација
- Terrestrial Vegetation of the United States Volume I – The National Vegetation Classification System: Development, Status, and Applications (ПДФ)
- Federal Geographic Data Committee Vegetation Subcommittee
- Vegetation Classification Standard [Јун 1997] (ПДФ)
- Classifying Vegetation Condition: Vegetation Assets States and Transitions (VAST)

### Картографија
- Interactive world vegetation map by Howstuffworks
- USGS - NPS Vegetation Mapping Program
- Checklist of Online Vegetation and Plant Distribution Maps
- VEGETATION image processing and archiving centre at VITO
- Spot-VEGETATION programme web page

### Климатски дијаграми
- Climate Diagrams Explained
- ClimateDiagrams.com Обезбеђује климатске дијаграме за више од 3000 метеоролошких станица и за различите климатске периоде из целог света. Корисници такође могу креирати сопствене дијаграме са сопственим подацима.
- WBCS Worldwide Climate Diagrams